# 배다리중학교
배다리중학교(배다리中學校)는 대한민국 경기도 평택시 죽백동에 있는 공립 중학교이다.

## 학교 연혁
- 2022년 7월 1일 : 배다리중학교 설립 인가
- 2022년 7월 1일 : 교명 배다리중학교 선정
- 2023년 3월 1일 : 배다리중학교 개교(1학년 5학급)
- 2023년 3월 1일 : 초대 이미옥 교장 부임(배다리초등학교장 겸임)
- 2023년 3월 2일 : 제1회 입학식 (5학급 남 54명, 여 99명 계 153명)

## 참고 자료
- 배다리중학교 - 한국교육학술정보원 학교알리미